# Grand Lac (Terre-Neuve)
Le Grand Lac est un lac située à l'ouest de Terre-Neuve au Canada.
Il a une superficie de 543 km2, ce qui en fait le plus grand lac de Terre-Neuve. Il a été créé à partir d'un lac existant par la création d'un barrage en 1924.
On y trouve en particulier l'Île Glover, une des plus grandes îles au monde située dans un lac.